# Joseph Franz Putz

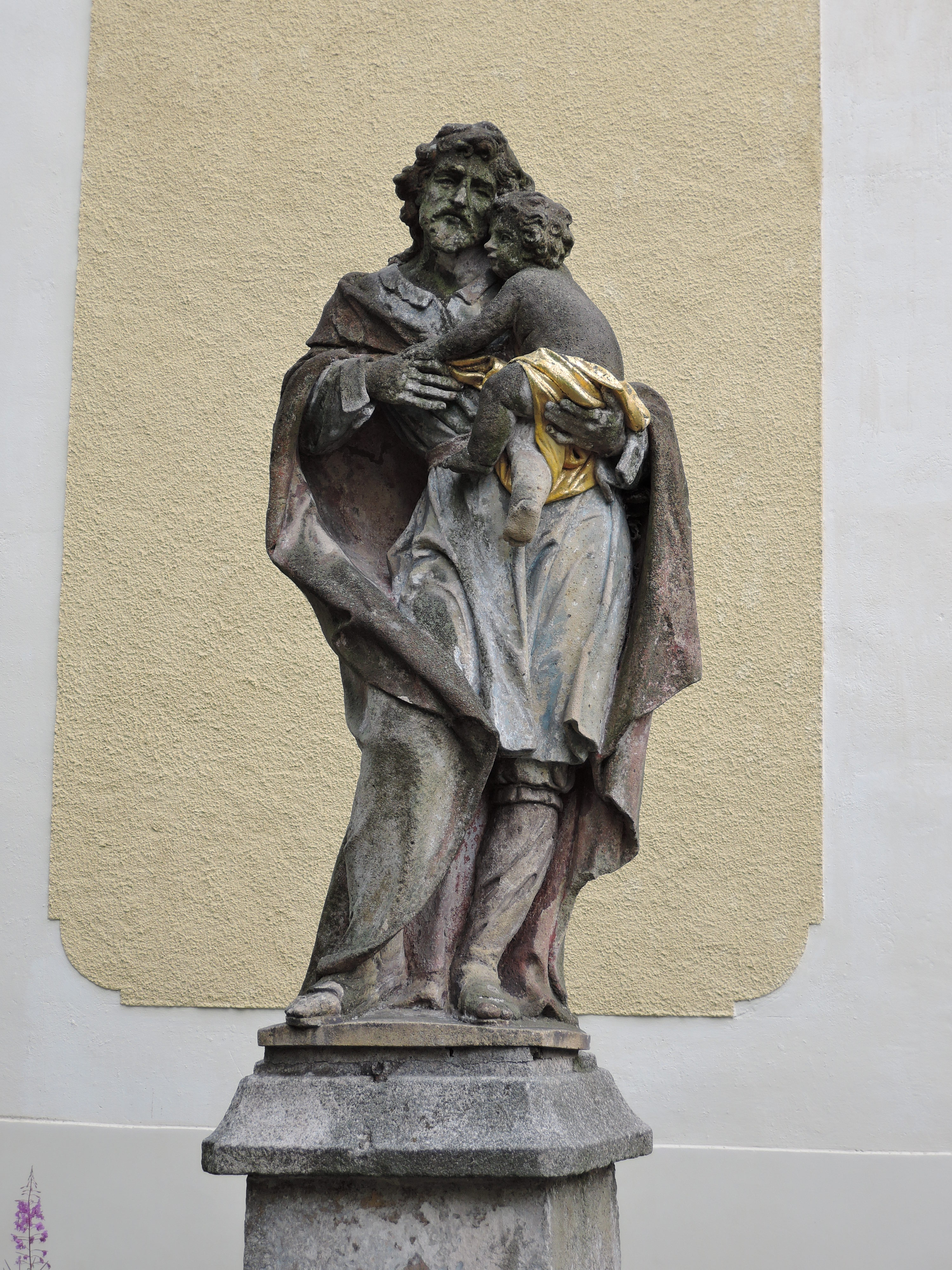
Steinstatue des hl. Joseph, die Joseph Putz 1761 stiftete

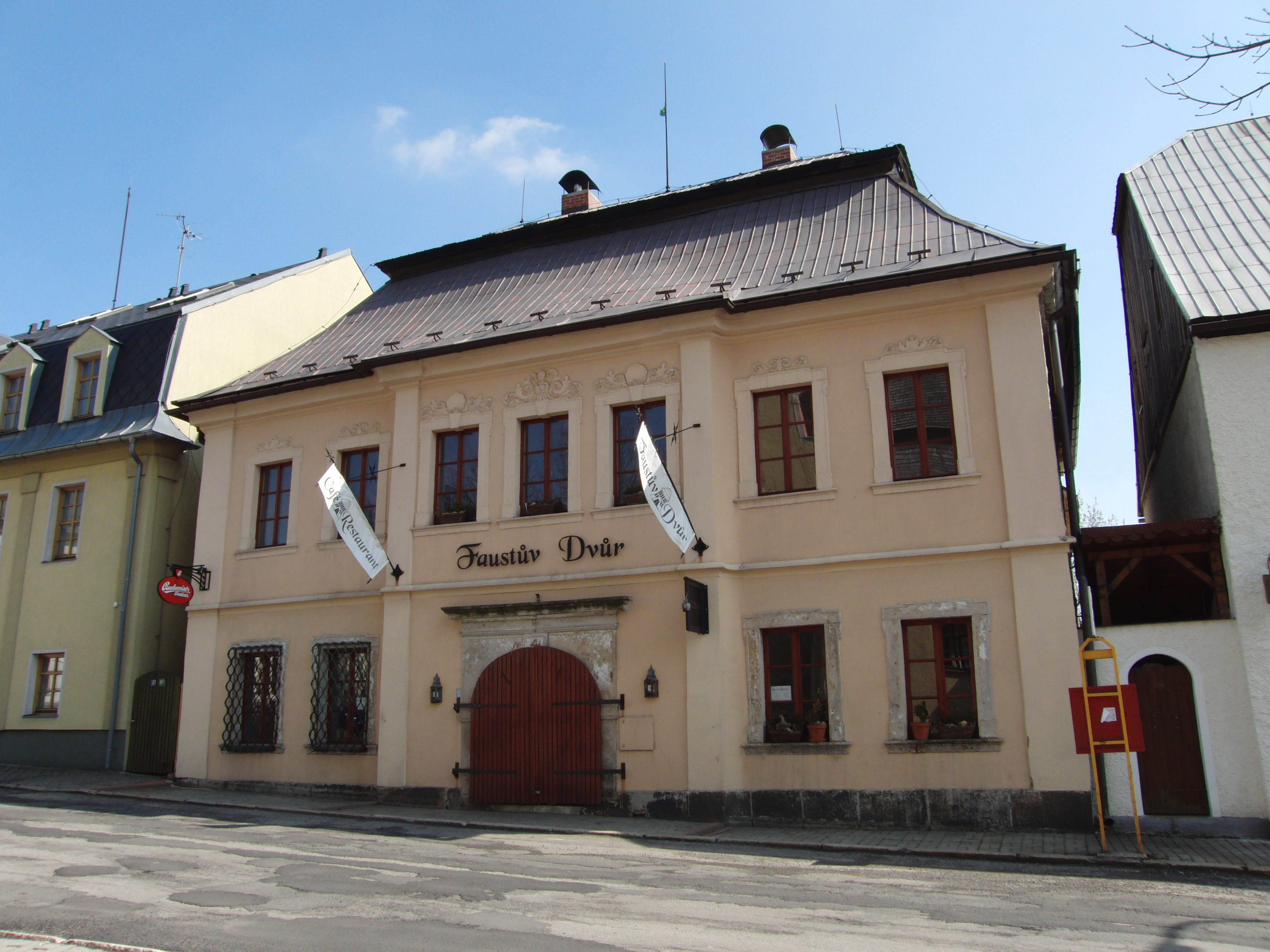
Wohnhaus in Horní Blatná, das Putz von 1734 bis 1794 besaß

Joseph Franz Putz, kurz Joseph Putz, (getauft 20. März 1727 in Platten; † 28. Juli 1794 ebenda) war ein böhmischer Montanunternehmer, Blaufarbenfabrikant und Ratsassessor.

## Leben
Joseph Putz war der Sohn des Zolleinnehmers und Blaufarbenwerkebesitzers Franz Anton Putz (1692–1733) und der Maria Francisca geb. Elster (1706–1727), der Tochter des Blaufarbenwerkbesitzers Christian Elster (1679–1742). Als sein Taufpate fungierte der Blaufarbenwerksbesitzer von Zwittermühl Johann Christoph Hanickl (1657–1729). Den Vornamen Joseph erhielt er möglicherweise von seinem Großvater gleichen Namens (1672–1730). Ein Zweig der Familie wurde 1719 mit Prädikat Putz von Breitenbach in den erblichen Adelsstand erhoben.
Bereits ein Monat nach seiner Geburt starb seine Mutter im Kindbett. Sein Vater verlor er im Alter von sechs Jahren, weshalb er seither als Vollwaise bei Verwandten aufwuchs. Der Nachlass seines Vaters wurde 1734 verwaltet. Als einziger Erbe erhielt er eine Farbmühle am Breitenbach und das repräsentative Bürgerhaus in Platten am Markt Nr. 4, das bereits sein Großvater besaß. Da er noch unmündig war, konnte er zunächst nicht über das väterliche Erbe verfügen. Nach Abschluss seines Studiums kehrte er 1749 nach Platten zurück.
In den folgenden Jahrzehnten betätigte sich Putz mit der Herstellung und Handel von blauer Farbe. 1753 heiratete er Maria Anna Hanickl, die Tochter des Blaufarbenwerksbesitzers von Zwittermühl Kilian Hanickl (1691–1770). Er erlangte des Bürgerrecht, wurde Mitglied des Rats und führte den Titel eines vornehmen Ratsherren und Assessors. 1752 wird die Putz´sche als eine von drei Farbmühlen in Breitenbach erwähnt, sowie 1774 als eines der böhmischen Blaufarbenwerke. Unter seinem Onkel, dem geadelten Zolleinnehmer und kaiserlichen Rat Franz von Heßler (1693–1770), erfuhr der Bergbau in Platten eine zweite wirtschaftlicher Blüte, von dem insbesondere auch Putz profitierte, in dem er von seinem Onkel mit wichtigen Ämtern betraut wurde. Im Verlauf des Siebenjährigen Krieges fielen am 2. Juli 1758 Abends um 7 Uhr 1000 Mann preußische Husaren brandschatzend in Platten ein. Nach Misshandlung der Obrigkeit nahmen sie u. a. Joseph Putz und weitere Amtsträger, als Geisel nach Annaberg mit und forderten für die Freilassung von Heßler 3000 Taler Lösegeld. Zusätzlich wurden aus den Häusern von Heßler und Putz Dinge im Wert von 4300 Talern gestohlen.
Am 14. Juli 1761 stiftete Putz der örtlichen Pfarrei die Steinstatue des heiligen Joseph, die von dem damaligen Pfarrer Bartele eingeweiht wurde. Bei einem weiteren Soldatendurchzug vom 23. Juli 1764 wurde das Haus des Joseph Putz erneut geplündert. Nach dem Putz 1794 im Alter von 68 Jahren an einer Fleckfieber-Infektion starb, wurde sein umfangreiches Erbe unter seinen acht Kindern aufgeteilt. Sein ältester Sohn Kajetan Putz (1755–1825) war der letzte Bergmeister von Platten, sein mittlerer Sohn Franz Bernhard Putz (1766–1840) führte die Blaufarbenfabrik fort, sein jüngster Sohn Joseph Maria Putz (1774–1812) fungierte in Platten als letzter Bergschreiber. Sein Schwiegersohn Joseph Seeling (1756–1823) war Besitzer des Blaufarbenwerkes Jungenhengst und sein Schwiegersohn Johann Hanickl (1777–1835) gehörte das Blaufarbenwerk Zwittermühl.
Nach dem Tode der Tochter Theresia Berner (1763–1806) stifteten die Joseph Putz´schen Erben 1809 der Pfarrkirche St. Laurentius, ein gelb mit violettem Streifen, silbernen Porten, golden gezierte Monstranz-Baldachin, der früher beim Putz´schen Hausaltar zum Fronleichnamsfest benutzt wurde. Die Erbengemeinschaft führten das Blaufarbenwerk bis ca. 1870 als Ultramarinfabrik. Zeitweise war der Betrieb ganz eingestellt. Wie alle einzeln stehenden Gebäude im oberen Breitenbachtal wurde es nach 1945 abgerissen. Sein unter Denkmalschutz stehendes Wohnhaus existiert noch heute. Möglicherweise gründete sein Enkel gleichen Namens, der Mönch in Prag war, die Joseph Putz´sche Schullehrerstiftung, die für arme Schulkinder bestimmt war. Diese bestand in Platten von 1865 bis 1941.

## Familie
Joseph Putz heiratete 1753 in Platten Maria Anna Hanickl († 11. April 1784 in Platten). Aus der Ehe gingen folgende Kinder hervor:
- Maria Anna Josepha (1754–1814); ⚭ Christoph Glut, Hüttenmeister
- Franz Joseph Kajetan (1755–1825), königlicher Bergmeister; 1.⚭ Barbara Mießl; 2.⚭ Maria Anna Mayer
- Maria Anna Emerentiana (1757–1804); ⚭ Joseph Seeling, Blaufarbenwerksbesitzer
- Maria Victoria Elisabetha (1758–1768)
- Anna Anastasia Felicitas (1760–1768)
- Maria Theresia (1763–1806); ⚭ Johann Berner, Bürgermeister
- Franz Bernhard (1766–1840), Blaufarbenwerksbesitzer; ⚭ Maria Anna NN
- Procop Franz (1772–1845), starb in Radau bei Czaslau
- Joseph Maria (1774–1812), königlicher Bergschreiber
- Anna Maria Agnes Victoria (1779–1840); ⚭ Johann Hanickl, Blaufarbenwerksbesitzer